# Theobald Wolfe Tone
Theobald Wolfe Tone, conegut pòstumament com a Wolfe Tone (Dublín, 20 de juny de 1763 – 19 de novembre de 1798), va ser un líder revolucionari irlandès i un dels membres fundadors dels Irlandesos Units. És considerat el pare del republicanisme irlandès i líder de la Rebel·lió irlandesa de 1798. Va ser capturat al port de Letterkenny el 3 de novembre de 1798, morint setze dies després per causes que encara estan disputades.
Wolfe Tone va néixer a Dublín el 20 de juny de 1763. La seva família era descendent d'una família protestant francesa que va fugir a Anglaterra des de Gascunya al segle XVI per escapar de la persecució religiosa. Una branca de la família es va establir a Dublín al segle xvii. El pare de Theobald, Peter Tone, era un constructor de carros que tenia una granja a prop de Sallins, al comtat de Kildare i pertanyia a l'Església d'Irlanda. La seva mare provenia d'una família de comerciants catòlics que es va convertir al protestantisme després del naixement de Theobald. El seu avi matern fou capità d'un vaixell del comerç de les Índies Occidentals.

## Joventut
Va estudiar dret al Trinity College de Dublín, on es va convertir en un membre actiu del club de debat de la College Historical Society i va ser elegit auditor el 1785. Es va llicenciar al febrer de 1786. Es va llicenciar com a advocat a King's Inns a l'edat de 26 anys després de passar els termes requerits com a membre estudiant del Middle Temple de Londres.
Quan encara era estudiant, va fugir amb la seva amant Martha Witherington, de Dublín, que es canvià el nom per Matilda. Quan es van casar, Tone tenia 22 anys i Matilda tenia uns 16 anys. Anys després, mentre ell era a França i ella a Hamburg, escriuria al seu diari: "Ella és la delícia dels meus ulls, l'alegria del meu cor, l'únic objecte per al qual vull viure".
Tone inicialment planejava allistar-se com a soldat a la Companyia de les Índies Orientals, però quan va inscriure's ho feu massa tard, quan no s'enviarien més vaixells fins a la primavera següent.

## Carrera política
El setembre de 1791, Tone va publicar An Argument on behalf of the Catholics of Ireland, signat "A Northern Whig". Mostrava una creixent distància vers patriotes whigs com Henry Flood i Henry Grattan, que buscaven l'emancipació catòlica i la reforma parlamentària sense trencar el vincle amb Anglaterra. Tone va expressar el seu menyspreu per la constitució que Grattan va obtenir del govern britànic el 1782. Ell mateix anglicà, Tone va instar a la cooperació entre les religions a Irlanda com a únic mitjà per obtenir solucions als greuges irlandesos. El govern britànic acabava d'aprovar la Roman Catholic Relief Act, de 1791, que alleujava certes discriminacions polítiques, educatives i econòmiques dels catòlics irlandesos. però el parlament de Dublín no tenia pressa per aprovar-la i fer-la efectiva.
Compartint la frustració de Tone amb el patriotisme protestant, William Drennan va proposar als seus amics en gran part presbiterians a Belfast, "una conspiració benèvola: un complot per al poble" dedicat als "Drets de l'home" i a la "Independència real" per a Irlanda. Wolfe Tone assistí a la seva primera reunió a Belfast a l'octubre de 1791, amb Thomas Russell, de Cork. Allí va repetir l'impuls del seu argument a favor dels catòlics d'Irlanda:. la "revolució imaginària de 1782" no havia aconseguit un govern representatiu i nacional per a Irlanda perquè els protestants s'havien negat a fer causa comuna amb els catòlics. Irlanda continuaria governant-se en interès exclusiu d'Anglaterra i del Domini dels propietaris, sempre que els protestants irlandesos continuessin sent "sectaris", "fanàtics" i "cecs".
A suggeriment de Tone acordaren anomenar-se la Societat dels irlandesos units, la reunió va decidir una "representació igual de tot el poble" al parlament. Utilitzant, com Drennan havia proposat "gran part del secret i una mica del cerimonial de la francmaçoneria", la Societat es va estendre ràpidament pels districtes presbiterians del nord, a Dublín i, en aliança amb els Defensors Catòlics, a través del Midlands irlandesos.
Quan el govern britànic va qüestionar la legalitat de la Convenció Catòlica convocada el desembre de 1792, Tone va elaborar per al comitè una declaració del cas sobre la qual es va obtenir una opinió favorable d'un advocat. El gener de 1793, Tone havia trobat "totes les raons per estar satisfets" amb una audiència que ell i altres membres del Comitè Catòlic havien tingut amb el rei, George III, a Londres. L'abril, el govern del castell de Dublín va aprovar finalment la Roman Catholic Relief Act, de Grattan. Els catòlics van ser admesos coma electors (però encara no com a membres del Parlament o funcionaris de la Corona britànica) en les mateixes condicions limitades de democràcia només per als propietaris que els protestants. Es podrien tornar a llicenciar com a advocats i servir d’oficials de l'exèrcit. No obstant això, no podrien entrar al parlament ni ser nomenats oficials estatals per sobre dels grans jurats. La Convenció va votar atorgar a Tone una suma de 1.500 lliures esterlines amb una medalla d'or pel seu treball i va decidir dissoldre's. En aquest nou clima de bona voluntat es va aprovar la Maynooth College Act 1795.
L'animadversió sectària amenaçava de soscavar el moviment dels Irlandesos Units: dues societats secretes de l'Ulster lluitaven entre elles: l'agrària protestant dels Peep o 'Day Boys i els seus oponents catòlics els Defensors. L'objectiu de Tone era unir-los tots dos en un exèrcit revolucionari d'homes irlandesos "sense propietat". El mateix Tone va admetre que amb ell l'odi a Anglaterra sempre havia estat "més aviat un instint que un principi", tot i que fins que les seves opinions es convertissin en més generalment acceptades a Irlanda, estava disposat a treballar per a la reforma diferenciada de la revolució. Però volia acabar amb el respecte popular pels noms de Charlemont i Grattan, i transferir a líders més combatius la direcció del moviment nacional. Els principis de Wolfe Tone van ser extrets de la Convenció francesa, inspirat en Georges Danton i Thomas Paine.

## Període revolucionari
El 1794 la Society of United Irishmen va establir el jurament que tenien com a objectiu l'enderrocament del Regne d'Irlanda. Tenint en compte que França i Gran Bretanya havien estat en guerra des de principis de 1793, administrar o fer aquests juraments convertia el que havia estat una societat reformista que havia operat dins del sistema existent en una societat revolucionària republicana.
Afiliar-se més estretament a la nova República francesa també tenia a veure amb l'evolució de Wolfe Tone cap a una política de "descristianització", a la qual l'església catòlica d'Irlanda es va oposar fermament. Tot i que havia estat vist com un campió catòlic a principis de la dècada de 1790, la majoria dels seus partidaris catòlics més rics i benestants van separar-se'n el 1794.
També el 1794, els Irlandesos Units, convençuts que cap partit del parlament de Dublín (on votar estava limitat als pripietaris, i ser parlamentari era un dret limitat als anglicans) semblava probable que acceptés el seu esquema de sufragi universal de tots els homes i districtes electorals iguals, van començar a posar les seves esperances en una invasió francesa. Un clergue irlandès resident a Anglaterra, el reverend William Jackson, que havia passat a posicions revolucionàries durant la seva llarga estada a França, va venir a Irlanda per saber fins a quin punt el poble irlandès estava disposat a donar suport a una invasió francesa. Tone va elaborar un memoràndum per a Jackson sobre l'estat d'Irlanda, que va qualificar de madur per a la revolució. Un advocat anomenat Cockayne, a qui Jackson havia revelat imprudentment la seva missió, va delatar el memoràndum al govern. L'abril de 1794 Jackson va ser arrestat acusat de traïció i es va suïcidar dramàticament durant el seu judici.
Diversos dirigents dels Irlandesos Units, inclòs Archibald Hamilton Rowan, van fugir del país; la documentació dels irlandesos units van ser confiscats per l'administració de Dublín i, durant un temps, l'organització es va trencar. Tone, que no havia assistit a reunions de la societat des del maig de 1793, va romandre a Irlanda fins després del judici contra Jackson i se li va aconsellar que abandonés Irlanda l'abril de 1795. Tenint amics entre el partit del govern, inclosos membres de la família Beresford, va aconseguir fer pactes amb el govern i emigrà als Estats Units, on arribà el maig de 1795. Abans de marxar, ell i la seva família van viatjar a Belfast, i va ser a la cimera de Cavehill que Tone va participar en el Conveni de Cavehill, amb altres radicals irlandesos, com Russell i McCracken, prometent "no desistir mai dels nostres esforços fins que no haguem subvertit l'autoritat de Anglaterra sobre el nostre país i afirmat la nostra independència ".
Els irlandesos units es van reformar el 1796. La Societat va començar a mirar seriosament cap a França per aconseguir el seu suport a un aixecament amb les seves tropes. Els Irlandesos Units es trobaven cada cop més propers als ideals de llibertat i igualtat de la Revolució Francesa.

Per a enderrocar el domini britànic, els irlandesos s'havien d'unir per sobre de diferències religioses 
“Subvertir la tirania del nostre execrable govern, trencar la connexió amb Anglaterra, la font inacabable de tots els nostres mals polítics, i afirmar la independència del meu país: aquests eren els meus objectius. Unir tot el poble d’Irlanda, abolir la memòria de totes les dissidències passades i substituir el nom comú d’irlandès en lloc de les denominacions de protestant, catòlic i dissident: aquests eren els meus mitjans.
Unir protestants, catòlics i dissidents sota el nom comú d’irlandesos per trencar la connexió amb Anglaterra, la font mai fallida de tots els nostres mals polítics, aquest era el meu objectiu '".
Amb relació a les classes socials, Tone arribà a la conclusió que l'alliberament d'Irlanda no es podria basar en els classes benestants propietàries, que no estaven disposades a un enfrontament amb el Domini britànic ni a una república igualitària que qüestionés els seus interessos, sinó que havia de sustentar-se en les classes populars: 
“Si els homes de propietat no ens donen suport, hauran de caure. La nostra força vindrà d’aquella gran classe respectable, els homes de cap propietat ”. 
Mentre residia als Estats Units, Tone escrigué mostrant la seva decepció amb la idfea que tenia del país, que imaginava més democràtica i menys autoritària. Va descriure George Washington com un "aristòcrata de volada", i va trobar l'aristocràcia dels diners i dels èxits a Amèrica encara menys del seu gust que l'aristocràcia europea de naixement.
Després de trobar-se a Filadèlfia en companyia de Reynolds, Rowan i Tandy, Tone va anar a París per convèncer el govern francès d’enviar una expedició per envair Irlanda. El febrer de 1796 va arribar a París i va tenir entrevistes amb Delacroix i Carnot, que van quedar impressionats per la seva energia, sinceritat i capacitat. Se li va assignar una comissió com a adjunt general de l'exèrcit francès, que esperava poder protegir-lo de la pena de traïció en cas de ser capturat pels britànics.
Wolfe Tone va ser enviat a França per reclamar el suport del Directori, amb la condició expressa que els francesos arribessin a Irlanda com a aliats i actuessin sota la direcció del nou govern, tal com havia fet Rochambeau a Amèrica. Amb aquesta visió, Tone tenia conferències freqüents a París amb el general revolucionari Louis Lazare Hoche; i el Directori finalment va decidir enviar des de Brest una flota de quaranta-cinc veles, amb un exèrcit de quinze mil homes, sota l'encàrrec d’aquest aclamat general, el 15 de desembre de 1796. Anglaterra va ser salvada per una violenta tempesta.
El desembre de 1796, l'expedició, composta per quaranta-tres naus i que transportava prop de 14.450 homes amb un gran subministrament de material bèl·lic per a la seva distribució a Irlanda, va partir de Brest. Tone l'acompanyava com a "adjutant general Smith" i veié amb ràbia l'actitud dels mariners francesos, que no podien fer terra a Iarlanda a causa de fortes tempestes. Van esperar dies fora de la badia de Bantry, a l'espera que es calmessin els vents, però finalment van tornar a França. Tone va servir durant alguns mesos a l'exèrcit francès dirigit per Hoche, que s'havia convertit en el ministre de guerra de la República Francesa, participant en altres intents de portar forces a combatre Irlanda.
El juny de 1797 Tone va participar en els preparatius per a una expedició militar a Irlanda des de la República Batava, un estat creat durant la Revolució Batava als Països Baixos el gener de 1795. No obstant això, la flota batava sota el vicealmirall holandès Jan de Winter es va endarrerir al port de l'illa de Texel aquell estiu per vents desfavorables de l'est i des de mitjans d'agost per un bloqueig de la flota britànica al mar del Nord. Finalment es va posar a la mar la primera setmana d'octubre i va ser derrotada per l'almirall Adam Duncan a la batalla de Camperdown l'11 d'octubre de 1797. Més tard Napoleó Bonaparte substituiria Hoche després de la seva mort. Wolfe Tone s'hi entrevistà nombroses vegades, però aquest mostrà molta menys disposició a ajudar els irlandesos.

## La rebel·lió de 1798
Mentrestant, a Irlanda, els membres dels irlandesos units havien arribat a 300.000, aproximadament el 6% de la població, però una brutal campanya de repressió britànica el 1797 començà a debilitar l'organització i va obligar el lideratge a intentar un aixecament sense poder esperar l'ajut francès. Amb la Llei marcial el 2 de març de 1797, els britànics recorrien a la crema de cases, tortura de presoners i assassinats dels insurgents. El govern britànic decidí a més impulsar les divisions sectàries religioses, especialment a l'Ulster, per debilitar la causa irlandesa. L'alçament per alliberar Irlanda es trobà, a més, amb l'oposició frontal de la jerarquia catòlica romana als irlandesos units, ja que estaven aliats amb els francesos. En aquest context esclatà la Rebel·lió irlandesa de 1798.
L'alçament havia de començar amb la presa de Dublin, però el pla va fracassar per l'anticipació de l'espionatge britànic i els rebels es van dispersar ràpidament, abandonant les armes. Però els districtes circumdants de la capital es van aixecar segons el planejat, i els van seguir els comtats limítrofs de Dublín. Els primers xocs es van produir a l'alba del dia 24 de maig. Els enfrontaments es van estendre ràpidament per la província de Leinster i les lluites més violentes van tenir lloc al comtat de Kildare. Les forces britàniques però es van imposar a Tara Hill, Meath, i Carlow, posant fi a l'aixecament en aquests comtats. A Wicklow hi hagué una dura guerra de guerrilles. A l'Ulster, els rebels, presbiterians en la seva majoria, es van alçar en armes el 6 de juny al comtat d'Antrim, liderats per Henry Joy McCracken. Van aconseguir prendre el control del comtat però foren derrotats a la batalla d'Antrim. Al comtat de Down, després de la victòria inicial a Saintfield, els rebels de Henry Munro van ser derrotats en Ballynahinch. Al Sud Est els rebels arribaren a controlar un temps el comtat de Wexford, essent igualment vençuts per un exèrcit britànic de 20.000 homes en la batalla de Vinegar Hill el 21 de Juny. Els rebels es van dispersar en columnes en direcció a l'Ulster fins a la seva derrota final el 14 de juliol.
Els francesos, ara més preocupats per les expedicions de Napoleó a Egipte, només iniciaren petites incursions a la costa irlandesa. El General Humbert aconseguí fer terra a Killala, comtat de Mayo el mes d'agost. El miler de soldats francesos i els rebels locals assoliren avanços a la província de Connacht, que comprèn els comtats de Galway, Leitrim, Mayo, Roscommon i Sligo on s'establí la breu República de Connacht Però foren finalment també derrotats. Matthew, germà de Wolfe Tone, va ser capturat, jutjat per una cort marcial i penjat. Una segona incursió fracassà a la costa de Donegal; mentre que Wolfe Tone va participar en una tercera, sota l’almirall Jean-Baptiste-François Bompart, amb el general Jean Hardy al comandament d’una força d’uns 3.000 homes. Es va trobar amb una esquadra britànica a Buncrana a Lough Swilly el 12 d'octubre de 1798. Tone, a bord del vaixell Hoche, va rebutjar l'oferta de fugida de Bompart en una fragata abans de la batalla de l'illa Tory i va ser fet presoner quan es va rendir.

## Judici i execució
En el seu judici per cort marcial a Dublín el 8 de novembre de 1798, Tone va pronunciar un discurs declarant la seva decidida hostilitat a Anglaterra i la seva intenció "amb una guerra franca i oberta de procurar la separació dels dos països". En el seu discurs va defensar la seva opinió sobre la separació militar de Gran Bretanya (tal com s'havia produït als Estats Units), i va explicar els seus motius: 
Vaig entrar al servei de la República Francesa amb l’única visió de ser útil per al meu país. Per lluitar contra la tirania britànica, he afrontat les fatigues i els terrors del camp de batalla; He sacrificat la meva comoditat, he cortejat la pobresa, he deixat la meva dona desprotegida i els meus fills sense pare. Després de tot el que he fet per una causa sagrada, la mort no és cap sacrifici. En aquestes empreses, tot depèn de l’èxit: Washington va tenir èxit; Kosciusko va fracassar. Conec la meva sort, però no demano perdó ni em queixo. Admeto obertament tot el que he dit, escrit i fet, i estic preparat per satisfer les conseqüències. Com que, tanmateix, ocupo un alt grau a l'exèrcit francès, sol·licitaré que el tribunal, si pot, em concedeixi el favor que pugui morir amb la mort d'un soldat" (és a dir, afusellat).
La seva eloqüència va ser en va i la seva petició de ser afusellat va ser denegada. El 10 de novembre de 1798 va ser declarat culpable i condemnat a ser penjat el 12 de novembre. Abans que es dugués a terme aquesta sentència, va intentar suïcidar-se tallant-se el coll o bé soldats britànics el van torturar i ferir de mort. La història explica que inicialment es va salvar quan es va segellar la ferida amb un embenat, però finalment Wolfe Tone morí el 19 de novembre de 1798 a l'edat de 35 anys a la presó de Provost, a Dublín, no gaire lluny d'on va néixer. Està enterrat a Bodenstown, Comtat de Kildare, a prop del seu lloc de naixement a Sallins,

## Llegat
Els seus diaris escrits per a la seva família i amics íntims van ser publicades a Washington DC el 1821 pel seu fill, William Theobald Wolfe Tone. Van ser reeditats el 1910 per Richard Barry O'Brien.
Tone va ser adoptat pel moviment de la Jove Irlanda de la dècada de 1840 com a figura emblemàtica, com a pare del republicanisme irlandès i per sobre de les divisions religioses. El seu líder Thomas Davis va trobar i va donar a conèixer la ubicació de la tomba de Tone a Bodenstown el 1843.
Els republicans irlandesos moderns citen sovint els seus ideals de llibertat i igualtat dels irlandesos per sobre divisions religioses i sectarisme. La seva figura, en canvi, no és ben vista ni per la jerarquia catòlica ni pels extremistes unionistes.

### Principal
- Seán Ua Ceallaigh (ed.), Speeches from the Dock, or Protests of Irish Patriotism (Dublin: M. H. Gill and Son, 1953).
- Herr, Cheryl. For the Land They Loved: Irish Political Melodramas, 1890–1925. Syracuse University Press, 1991.